# Barbara Haščáková
Barbara Haščáková (ur. 11 grudnia 1979 w Koszycach, zm. 22 listopada 2023 w Sarasocie) – słowacka piosenkarka, autorka tekstów.
Śpiewem zajmuje się od dziecka, a już w szóstym roku życia zaczęła grać na fortepianie.
Przełomowym rokiem dla Barbary był rok 1994, kiedy w Słowackim Radiu, gdzie album nagrywał zespół Maduar, zaśpiewała chórki do piosenki „Pár bielych ruži”. Jej głos bardzo spodobał się grupie i podjęła z nimi współpracę również i przy dalszych utworach: „Anjel”, „I feel good” i „Do it”.
Wkrótce Barbara razem z Erikiem Arestą postanowili opuścić Maduar. Założyli duet MC Erik & Barbara. Pierwszy album otrzymał nazwę „U can't stop”. Duet odniósł komercyjny sukces i był zapraszany do udziału w wielu wydarzeniach muzycznych.
W 1997 Barbara wydała swój album solo o tytule „Barbara”. Duet oficjalnie na rok rozdzielił się, ale już rok później rozpadł definitywnie. Barbara w solowej karierze odnosiła coraz większe sukcesy, aż w 1998 dostała nagrodę Złotego Słowika.
W 1999 roku wydała album „Ver, že ja”. Pochodzi z niego piosenka „Môj Exupéry”, za którą dostała Grand Prix w VIII Międzynarodowym Festiwalu Młodych Wykonawców Piosenki «Majowa Nutka» w Częstochowie.
Krótko po wydaniu albumu wyjechała do USA, gdzie nagrała dwa albumy – „Secrets of Happiness” i „Christmas album”.
W 2006 roku na słowacki rynek Barbara wypuściła album „Me & My Music”, który jednak nie zyskał takiej popularności jak poprzednie.